# Ixora chinensis
Ixora chinensis là một loài thực vật có hoa trong họ Thiến thảo. Loài này được Lam. mô tả khoa học đầu tiên năm 1789.

## Hình ảnh

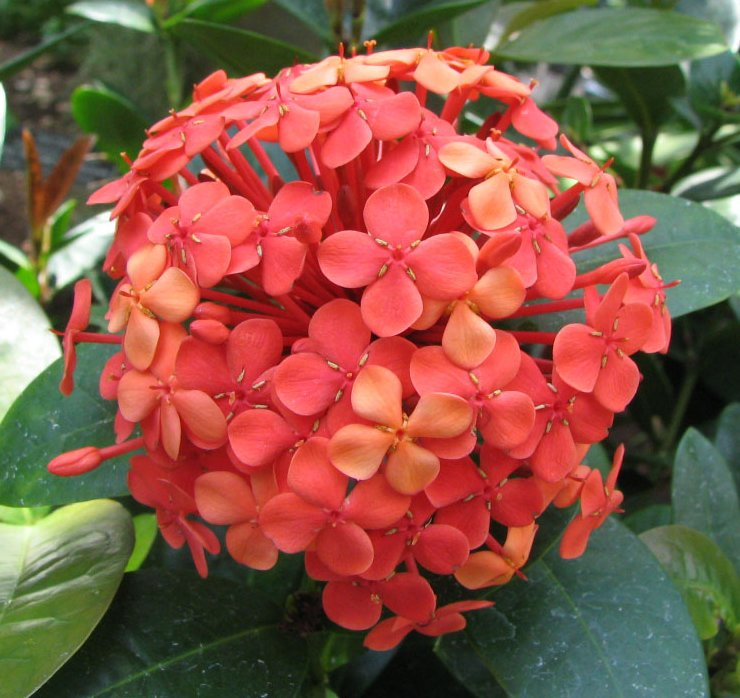
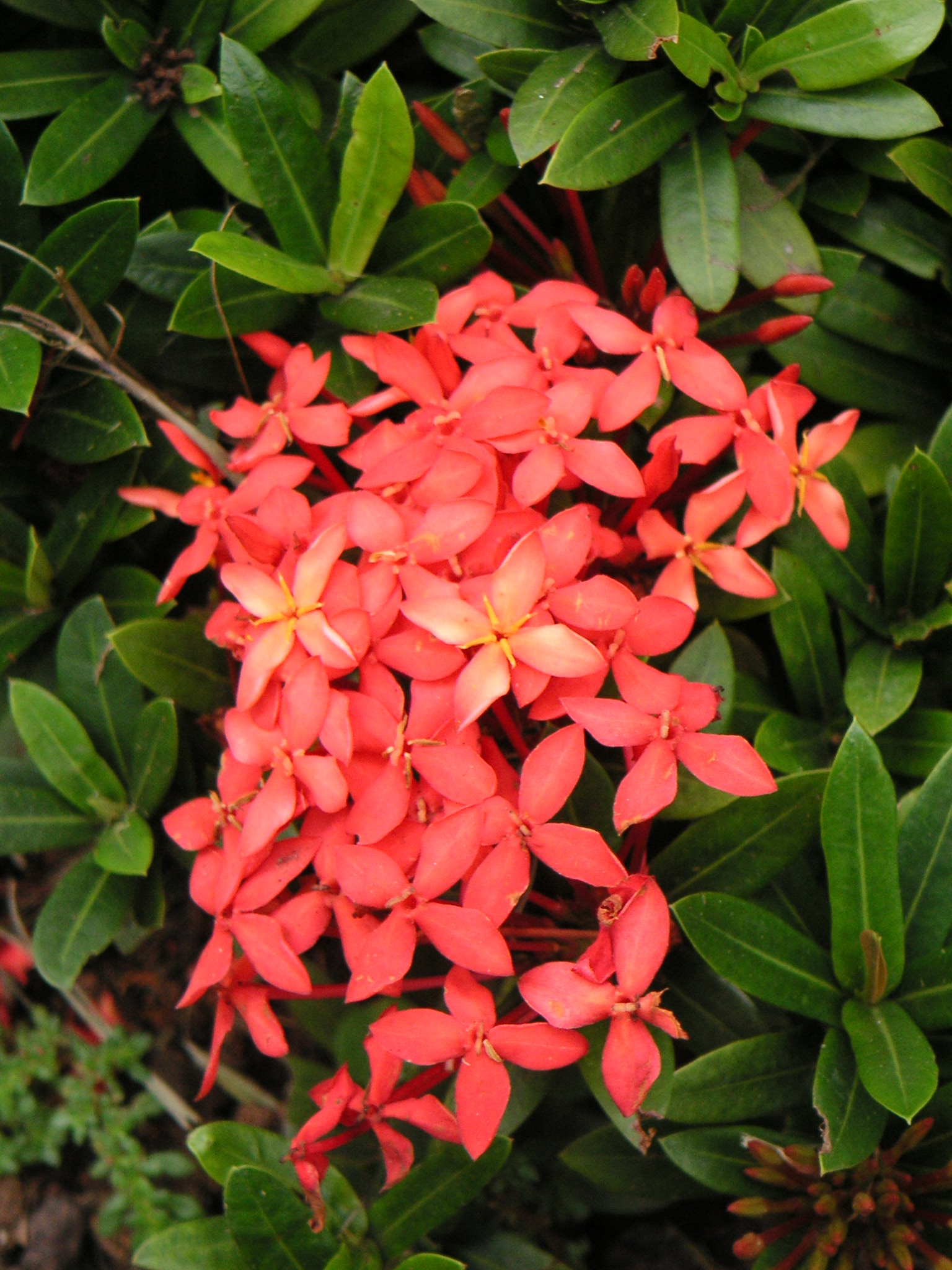
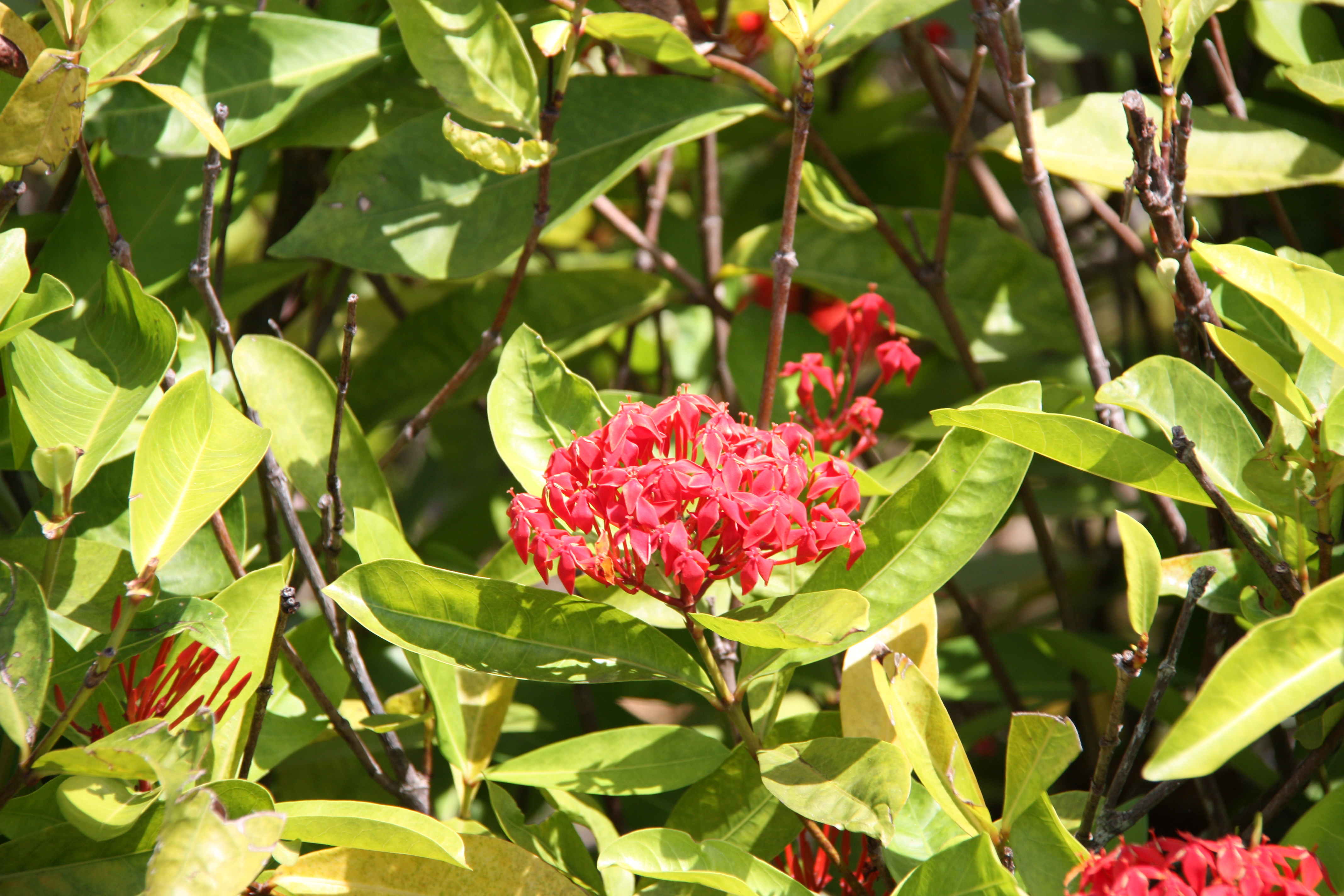
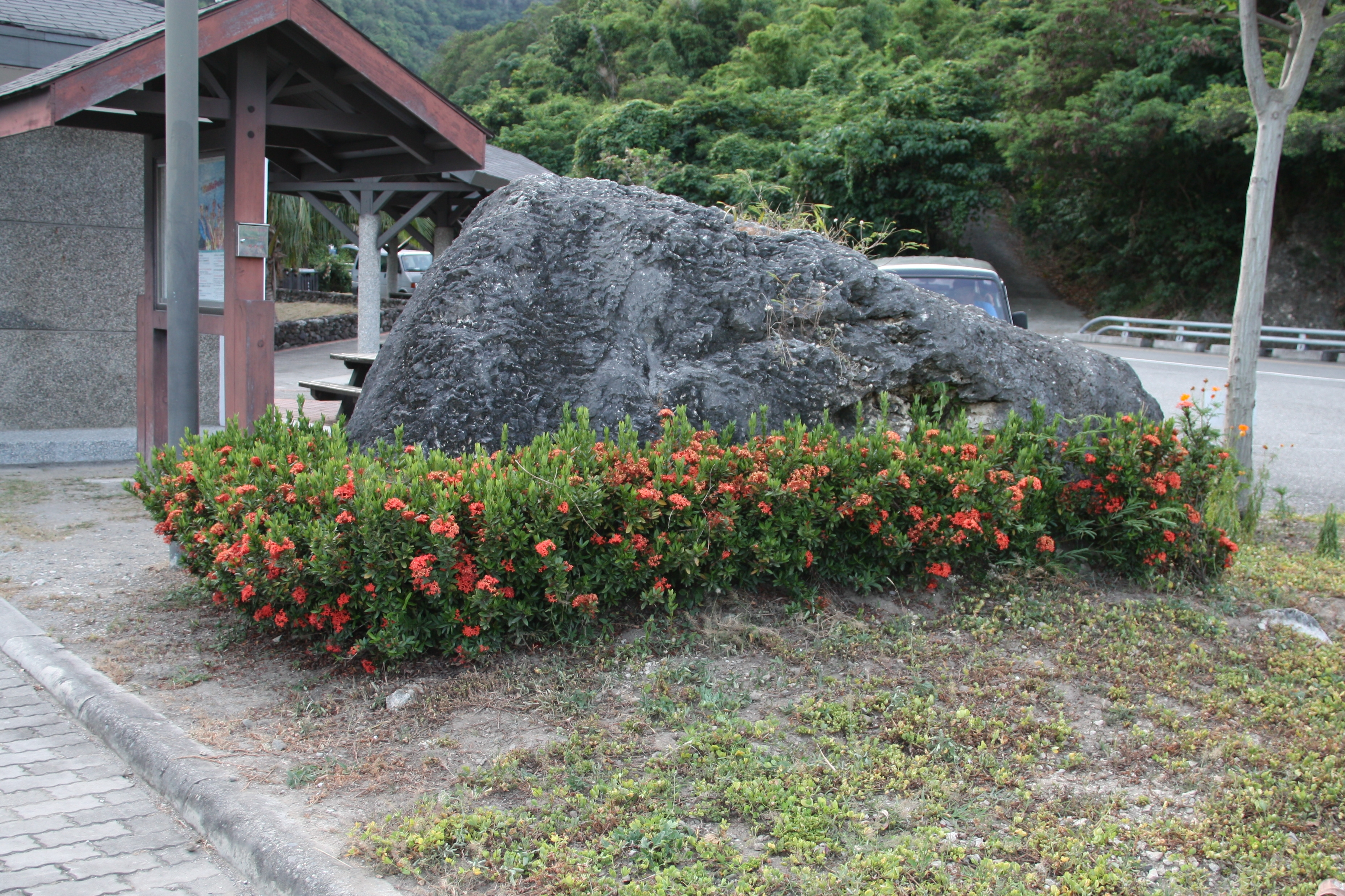